# Principal Charity Classic
De Principal Charity Classic is een jaarlijks golftoernooi in de Verenigde Staten, dat deel uitmaakt van de Champions Tour. Het vindt telkens plaats in Des Moines, Iowa, maar wel op verschillende golfbanen.
Het toernooi wordt gespeeld in een strokeplay-formule met drie ronden en er is geen cut.

## Geschiedenis
In 2001 werd het toernooi, opgericht als het Allianz Championship, en de eerste editie werd gewonnen door de Amerikaan Jim Thorpe. In 2007 werd het toernooi vernoemd tot de Principal Charity Classic.

## Winnaars
| Jaar                      | Golfbaan                | Winnaar              | Score                | Score                | Info                                        |
| Allianz Championship      | Allianz Championship    | Allianz Championship | Allianz Championship | Allianz Championship | Allianz Championship                        |
| ------------------------- | ----------------------- | -------------------- | -------------------- | -------------------- | ------------------------------------------- |
| 2001                      | Glen Oaks Country Club  | Jim Thorpe           | 199                  | –14                  |                                             |
| 2002                      | Glen Oaks Country Club  | Bob Gilder           | 200                  | –16                  |                                             |
| 2003                      | Glen Oaks Country Club  | Don Pooley           | 200                  | –13                  |                                             |
| 2004                      | Glen Oaks Country Club  | D.A. Weibring        | 204                  | –9                   |                                             |
| 2005                      | Tournament Club of Iowa | Tom Jenkins po       | 201                  | –15                  | Won de play-off van D.A. Weibring           |
| 2006                      | Glen Oaks Country Club  | Gil Morgan           | 197                  | –16                  |                                             |
| Principal Charity Classic |                         |                      |                      |                      |                                             |
| 2007                      | Glen Oaks Country Club  | Jay Haas             | 201                  | –12                  |                                             |
| 2008                      | Glen Oaks Country Club  | Jay Haas             | 203                  | –10                  |                                             |
| 2009                      | Glen Oaks Country Club  | Mark McNulty po      | 203                  | –10                  | Won de play-off van Fred Funk en Nick Price |
| 2010                      | Glen Oaks Country Club  | Nick Price           | 199                  | –14                  |                                             |
| 2011                      | Glen Oaks Country Club  | Bob Gilder           | 199                  | –14                  |                                             |
| 2012                      | Glen Oaks Country Club  | Jay Haas             | 197                  | –16                  |                                             |
| 2013                      | Wakonda Club            | Russ Cochran         | 205                  | –11                  |                                             |
| 2014                      | Wakonda Club            | Tom Pernice Jr po    | 204                  | –12                  | Won de play-off van Doug Garwood            |

| Toernooirecord |  | po = winnaar na play-off |